# 1601
Реформація •  Епоха великих географічних відкриттів •  Ганза •  Нідерландська революція •  Річ Посполита •  Запорозька Січ

## Геополітична ситуація
Османську імперію очолює Мехмед III (до 1603). Під владою османського султана перебувають Близький Схід та Єгипет, Середземноморське узбережжя Північної Африки, частина Закавказзя, значні території в Європі: Греція, Болгарія і Сербія. Васалами османів є Волощина, Молдова й Трансильванія.
Священна Римська імперія — наймогутніша держава Європи. Її територія охоплює, крім німецьких земель, Угорщину з Хорватією, Богемію, Північну Італію. Її імператором є Рудольф II з родини Габсбургів (до 1612).
Габсбург Філіп III Благочестивий є королем Іспанії (до 1621) та Португалії. Йому належать Іспанські Нідерланди, південь Італії, Нова Іспанія та Нова Кастилія в Америці, Філіппіни. Португалія, попри правління іспанського короля, залишається незалежною. Вона має володіння в Бразилії, в Африці, в Індії, на Цейлоні, в Індійському океані й Індонезії.
Північ Нідерландів займає Республіка Об'єднаних провінцій. Формальний король Франції — Генріх Наваррський. Королевою Англії є Єлизавета I (до 1603). Король Данії та Норвегії — Кристіан IV Данський (до 1648). Регент Швеції — Карл IX Ваза (до 1604). На Апеннінському півострові незалежні Венеціанська республіка та Папська область.
Королем Речі Посполитої, якій належать українські землі, є Сигізмунд III Ваза (до 1632). На півдні України існує Запорозька Січ.
У Московії править Борис Годунов (до 1605). Існують Кримське ханство, Ногайська орда.
Шахом Ірану є сефевід Аббас I Великий (до 1629).
Значними державами Індостану є Імперія Великих Моголів, Біджапурський султанат, султанат Голконда, Віджаянагара. У Китаї править династія Мін. У Японії триває період Адзуті-Момояма.

## Події

### В Україні
- Засновано Кролевець.
- Полковник Григорій Ізапович зробив удар на випередження по татарських улусах, коли татарське військо за відсутності основних козацьких сил — перебували на війні в Інфлянтії — рушило на грабунок українських земель.
- Фастів та Канів здобули магдебурзьке право.

### У світі

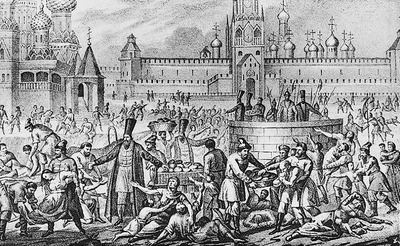
Початок Великого голоду в Московщині.

- Польські крилаті гусари завдали поразки шведам у битві під Кокенгаузеном.
- Неврожай спричинив початок Великого голоду в Московщині.
- Федора Романова насильно пострижено в ченці.
- Загинув унаслідок заколоту бояр господар Волощини Михайло Хоробрий. Султан призначив господарем Волощини Раду Михню.
- Війна між Францією та Савойєю завершилася підписанням у Ліоні миру.
- В Англії Роберт Девере збунтував проти королеви Єлизавети I. Його бунт швидко придушили, самого Девере стратили.
- Попри підтримку Іспанії ірландські повстанці зазнали поразки від англійських військ.
- Альбрехт Австрійський почав облогу Остенде.
- Морський похід іспанців проти Марокко зазнав невдачі через негоду.
- Нідерландці завдали поразки португальцям у Малацці.
- Почалася перша експедиція англійців до Ост-Індії.
- Єзуїт Маттео Річчі першим із європейців відвідав Заборонене місто в Китаї.
- Акбар Великий повернувся з Деккану в Агру, де проти нього виступив син Джаханґір.

## Народились
- 17 серпня — П'єр Ферма, французький математик, основоположник аналітичної геометрії і теорії чисел
- 22 вересня — Анна Австрійська, ерцгерцогиня Австрійська, королева Франції (1615–1651).
- 27 вересня — Людовик XIII, король Франції (з 1610).

## Померли
- 12 вересня — Мелетій Пігас.
- 24 жовтня — у Празі на 55-му році життя помер данський астроном Тихо де Браге